# Kizielewszczyzna
Kizielewszczyzna – wieś w Polsce położona w województwie podlaskim, w powiecie sokólskim, w gminie Janów.
| SIMC    | Nazwa            | Rodzaj  |
| ------- | ---------------- | ------- |
| 0030403 | Kizielewszczyzna | kolonia |

W latach 1975–1998 miejscowość administracyjnie należała do województwa białostockiego.
Wierni kościoła rzymskokatolickiego należą do parafii Przemienienia Pańskiego w Hołodolinie.